# Spacemen 3
Spacemen 3 (с англ. — «Космонавты 3») — английская рок-группа, образованная в 1982 году в Рагби, Уорикшир, Питером Кембером и Джейсоном Пирсом, известными под псевдонимами Sonic Boom и J Spaceman соответственно. Их музыка известна своим стилем «трансовой неопсиходелии», состоящей из сильно искажённой гитары, синтезаторов и минимальных изменений аккордов или темпа.
Группа черпала вдохновение у таких исполнителей, как The Stooges, The Velvet Underground и Suicide. После своего дебютного альбома Sound of Confusion (1986) Spacemen 3 добились первых независимых хитов в 1987 году, став культовыми, и благодаря альбомам The Perfect Prescription (1987) и Playing with Fire (1989) добились большего успеха к концу десятилетия. Однако вскоре после этого они распались, выпустив свой последний студийный альбом Recurring (1991) после бурного расставания.
Они приобрели репутацию «наркогруппы» из-за привычек участников принимать наркотики, а также откровенных интервью Кембера и его откровенных мнений об употреблении наркотиков в рекреационных целях. Кембер и Пирс были единственными участниками, общими для всех составов группы. Пирс добился значительного успеха со своим последующим проектом — Spiritualized. С тех пор Кембер получил признание за свою продюсерскую работу с инди-артистами, чаще всего под сценическим псевдонимом Sonic Boom.

## Характеристики
Стиль
Их музыкальный стиль описывают как неопсиходелия, спейс-рок, психоделический рок, альтернативный рок, гаражный рок и блюз-рок.
В звуковом плане музыка Spacemen 3 характеризовалась нечеткими и искаженными электрогитарами, эффектами тремоло и Wah-wah, использованием квинтаккордов и простых риффов, гармоническими обертонами и гудением, мягким вокалом и редкой или монолитной игрой на барабанах. Их ранние релизы были гитарными «тяжелыми», звучащими в стиле The Stooges и «немного похожими на панковскую гаражную рок-группу»; в то время как их более поздние работы были в основном более редкими и мягкими, с более текстурными приемами и дополненными органами, что привело к «их фирменной трансовой неопсиходелии». Кембер описал ее как «очень гипнотическую и минималистичную; в каждом треке есть гудение на протяжении всего трека».
Источники вдохновения
Группа черпала вдохновение в творчестве The Stooges, The Velvet Underground и The Rolling Stones. Кроме того, на них оказали влияние различные прото-панк и психоделические группы.
Spacemen 3 были приверженцами философии «минимальное есть максимальное» Алана Веги, певца американского дуэта Suicide, известного своей зловеще повторяющейся музыкой. Кембер сформулировал максиму: «Один аккорд лучше всего, два аккорда круто, три аккорда нормально, четыре аккорда средне». Spacemen 3 записали и исполнили множество каверов и переработок песен других групп, особенно в начале своей истории, и это было показателем их влияний. Песня «Suicide» была явным признанием одного из их влияний, когда она исполнялась вживую, ее обычно представляли так: «Эта песня посвящена Мартину Реву и Алану Веге – Suicide».
В Spacemen 3 было изречение «принимать наркотики, чтобы делать музыку, чтобы принимать наркотики». Кембер откровенно признался в частом употреблении наркотиков, включая каннабис, ЛСД, волшебные грибы, МДМА, амфетамин и кокаин, и в том, что он был бывшим героиновым наркоманом. Большая часть музыки Spacemen 3 была посвящена документированию наркотического опыта и передаче связанных с ним чувств. В списке NME 2011 года «50 самых наркотических альбомов» всех времен, релиз Taking Drugs to Make Music to Take Drugs To, занял 23-е место.
Кембер также интересовался дроун-музыкой и повседневными эмбиентными звуками, такими как те, что создаются электробритвами, стиральными машинами, газонокосилками, самолетами, двигателями автомобилей и проезжающими автомобилями.

## Наследие
«Spacemen 3 были одной из самых революционных британских гитарных групп» (Иэн Эдмонд, Record Collector). Они создали «одну из самых интуитивных и психоделических песен всех времен... и задали звуковой шаблон, который повлиял на целое поколение, вдохновив бесчисленное множество групп» (Джулиан Вулси, Rock Edition). Весной 1991 года, сразу после распада группы, Стивен Далтон из Vox назвал Spacemen 3 «одной из самых влиятельных андеграундных групп последнего десятилетия».
В 1998 году лейбл Rocket Girl выпустил трибьют-альбом Spacemen 3. В альбом вошли каверы таких групп, как Mogwai, Low, Bowery Electric и Bardo Pond. В аннотации к альбому говорилось: «Существует так много современных групп, которые черпают свое вдохновение из Spacemen 3, что сейчас, кажется, самое подходящее время, чтобы отдать дань уважения этой недооцененной группе».
В 2004 году была опубликована биография жизни и творчества группы, написанная американским журналистом Эриком Морсом, «Spacemen 3 & The Birth of Spiritualized».

## Дискография
Смотри статью «Дискография Spacemen 3» в англ. разделе.
| Альбом                   | Год  | Чарт            | Лейбл |
| ------------------------ | ---- | --------------- | ----- |
| Sound of Confusion       | 1986 | UK Indie no. 2  | Glass |
| The Perfect Prescription | 1987 | UK Indie no. 13 | Glass |
| Playing with Fire        | 1989 | UK Indie no. 1  | Fire  |
| Recurring                | 1991 | UK no. 46       | Fire  |